# James Cooke
James Bryden Cooke (ur. 27 lutego 1935 w Christchurch) – nowozelandzki żeglarz, olimpijczyk w barwach reprezentacji Singapuru.
Pracował dla New Zealand Insurance, w 1956 roku został przeniesiony do Singapuru. Wystąpił na Letnich Igrzyskach Olimpijskich 1960 w klasie Dragon, razem z Nedem Holidayem i Thomasem Durcanem. Zajęli 25. miejsce wśród 27 załóg. Cooke był najmłodszym członkiem załogi singapurskiej.